# Chasse-sur-Rhône
Chasse-sur-Rhône és un municipi francès situat al departament de la Isèra i a la regió d'Alvèrnia-Roine-Alps. L'any 2007 tenia 5.003 habitants.

## Demografia

### Població
El 2007 la població de fet de Chasse-sur-Rhône era de 5.003 persones. Hi havia 1.872 famílies de les quals 494 eren unipersonals (231 homes vivint sols i 263 dones vivint soles), 478 parelles sense fills, 733 parelles amb fills i 167 famílies monoparentals amb fills.
La població ha evolucionat segons el següent gràfic:
Habitants censats

### Habitatges
El 2007 hi havia 2.026 habitatges, 1.914 eren l'habitatge principal de la família, 20 eren segones residències i 92 estaven desocupats. 1.217 eren cases i 796 eren apartaments. Dels 1.914 habitatges principals, 1.038 estaven ocupats pels seus propietaris, 828 estaven llogats i ocupats pels llogaters i 48 estaven cedits a títol gratuït; 15 tenien una cambra, 124 en tenien dues, 466 en tenien tres, 666 en tenien quatre i 643 en tenien cinc o més. 1.255 habitatges disposaven pel capbaix d'una plaça de pàrquing. A 817 habitatges hi havia un automòbil i a 852 n'hi havia dos o més.

### Piràmide de població
La piràmide de població per edats i sexe el 2009 era:
| Homes | Edats   | Dones |
| ----- | ------- | ----- |
| 0     | 95 o +  | 0     |
| 12    | 90 a 94 | 4     |
| 24    | 85 a 89 | 32    |
| 28    | 80 a 84 | 60    |
| 40    | 75 a 79 | 88    |
| 60    | 70 a 74 | 88    |
| 84    | 65 a 69 | 76    |
| 92    | 60 a 64 | 120   |
| 120   | 55 a 59 | 112   |
| 152   | 50 a 54 | 144   |
| 156   | 45 a 49 | 176   |
| 180   | 40 a 44 | 164   |
| 188   | 35 a 39 | 152   |
| 220   | 30 a 34 | 236   |
| 204   | 25 a 29 | 168   |
| 152   | 20 a 24 | 128   |
| 152   | 15 a 19 | 164   |
| 168   | 10 a 14 | 140   |
| 176   | 5 a 9   | 140   |
| 152   | 0 a 4   | 156   |

## Economia
El 2007 la població en edat de treballar era de 3.167 persones, 2.327 eren actives i 840 eren inactives. De les 2.327 persones actives 2.123 estaven ocupades (1.142 homes i 981 dones) i 205 estaven aturades (95 homes i 110 dones). De les 840 persones inactives 250 estaven jubilades, 272 estaven estudiant i 318 estaven classificades com a «altres inactius».

### Ingressos
El 2009 a Chasse-sur-Rhône hi havia 1.939 unitats fiscals que integraven 5.093 persones, la mediana anual d'ingressos fiscals per persona era de 17.001 €.

### Activitats econòmiques
Dels 310 establiments que hi havia el 2007, 2 eren d'empreses extractives, 5 d'empreses alimentàries, 1 d'una empresa de fabricació de material elèctric, 30 d'empreses de fabricació d'altres productes industrials, 59 d'empreses de construcció, 90 d'empreses de comerç i reparació d'automòbils, 18 d'empreses de transport, 23 d'empreses d'hostatgeria i restauració, 1 d'una empresa d'informació i comunicació, 10 d'empreses financeres, 8 d'empreses immobiliàries, 36 d'empreses de serveis, 15 d'entitats de l'administració pública i 12 d'empreses classificades com a «altres activitats de serveis».
Dels 95 establiments de servei als particulars que hi havia el 2009, 1 era una gendarmeria, 1 oficina de correu, 2 oficines bancàries, 17 tallers de reparació d'automòbils i de material agrícola, 1 autoescola, 10 paletes, 9 guixaires pintors, 13 fusteries, 12 lampisteries, 4 electricistes, 2 empreses de construcció, 5 perruqueries, 14 restaurants, 2 agències immobiliàries, 1 tintoreria i 1 saló de bellesa.
Dels 20 establiments comercials que hi havia el 2009, 1 era un hipermercat, 1 un supermercat, 3 fleques, 2 carnisseries, 2 llibreries, 1 una botiga de roba, 2 botigues d'equipament de la llar, 1 una sabateria, 2 botigues de mobles, 1 un drogueria, 1 una perfumeria, 1 una joieria i 2 floristeries.
L'any 2000 a Chasse-sur-Rhône hi havia 10 explotacions agrícoles que ocupaven un total de 156 hectàrees.

## Equipaments sanitaris i escolars
Els 2 equipaments sanitaris que hi havia el 2009 eren farmàcies.
El 2009 hi havia 3 escoles maternals i 1 escola elemental.

## Poblacions més properes
El següent diagrama mostra les poblacions més properes.